# Mylothris alcuana
Mylothris alcuana är en fjärilsart som beskrevs av Karl Grünberg 1910. Mylothris alcuana ingår i släktet Mylothris och familjen vitfjärilar. Inga underarter finns listade i Catalogue of Life.